# Patrick Bernecker
Patrick Bernecker (* 1969) ist ein deutscher Sportjournalist, Kommentator, Sachbuchautor mit dem Schwerpunkt auf Eishockey und ehemaliger Chefredakteur der Eishockey World.

## Leben
Bernecker arbeitet seit 1994 im Eishockey-Magazin-Segment und seit 1998 beim Fernsehen. Bis 1998 war er beim Eishockey Magazin und anschließend bei Eishockey live als Redakteur tätig. Im Februar 2002 rief er mit Eishockey World seine eigene Eishockeyfachzeitschrift ins Leben. Bis Oktober 2007 erschienen 55 Ausgaben. Ab 2008 unterstützte Bernecker das NHL-Ressort bei den Eishockey News. Bei der Entwicklung und Erstellung des Magazins Dump&Chase (erschien erstmalig 2019) wirkte Bernecker von Beginn an mit und verfasst regelmäßig Artikel.
Von 2000 bis 2002 war er als Kommentator bei Sky Deutschland (damals Premiere) tätig. Für die Frankfurt Lions kommentierte er Spiele auf deren Internet-Radiosender, den er selbst ins Leben rief. Von 2012 bis 2016 kommentierte Bernecker Eishockey-Übertragungen für ServusTV. Er kommentierte auch für Sport1 und aktuell seit der Rechteübernahme durch Telekom Sport DEL-Spiele auf Magenta Sport und seit Ende 2021 wieder DEL-Spiele beim TV-Sender ServusTV.
Bernecker hat in seiner Jugend beim EC Bad Nauheim mit dem Eishockeyspielen angefangen, hörte aber mit 19 Jahren auf damit, um wenige Jahre später im Hobbybereich wieder anzufangen. Ende der 1990er Jahre war er für zwei Jahre als Trainer der Knabenmannschaft des EC Bad Nauheim tätig. Seit 2004 spielt er Inlinehockey und gewann mit dem Team Friedberg Twister die Meisterschaft in der Landesliga Hessen.
2003 erschien das Sachbuch Titel, Tore, Tränen: Die Geschichte einer Liga: 10 Jahre Deutsche Eishockey-Liga im Verlag Copress Sport. Bernecker spielt selber seit vielen Jahrzehnten Eishockey.

## Werke
- Titel, Tore, Tränen: Die Geschichte einer Liga: 10 Jahre Deutsche Eishockey-Liga. Copress Sport, Grünwald, 2003, ISBN 978-3-7679-0876-5